# Dionay
Dionay ist ein Ort und ehemalige französische Gemeinde mit 119 Einwohnern (Stand: 1. Januar 2020) im Département Isère in der Region Auvergne-Rhône-Alpes. Sie gehörte zum Arrondissement Grenoble. Die Einwohner werden Dionaysiens und Dionaysiennes genannt.
Der Erlass des Präfekten vom 8. Oktober 2015 legte mit Wirkung zum 31. Dezember 2015 die Eingliederung von Dionay als Commune déléguée zusammen mit der früheren Gemeinde Saint-Antoine-l’Abbaye zur Commune nouvelle Saint Antoine l’Abbaye (Schreibweise ohne Bindestriche) fest.

## Geografie

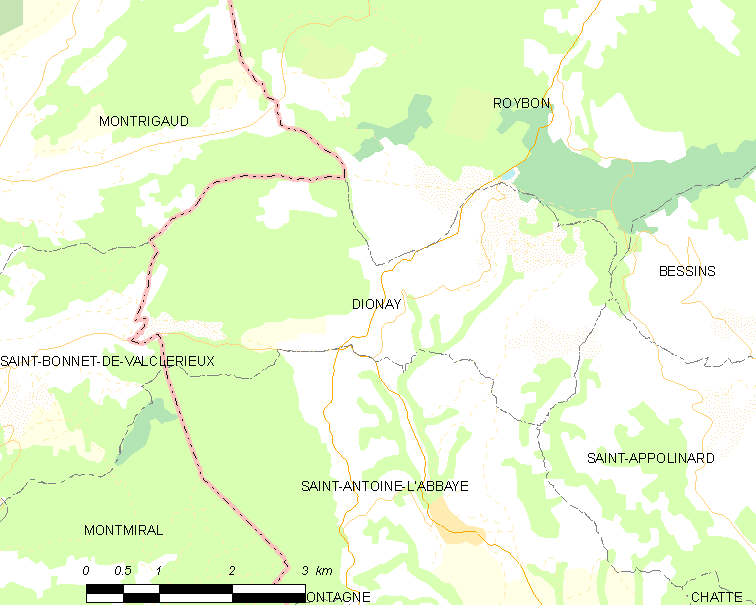
Karte von Dionay

Dionay liegt rund 41 Kilometer westlich von Grenoble und etwa 40 Kilometer nordöstlich von Valence in der historischen Landschaft der Dauphiné am südwestlichen Rand des Départements an der Grenze zum benachbarten Département Drôme.
Das Ortsgebiet liegt im Einzugsgebiet der Rhone und wird entwässert vom Furand, der im Nordosten entspringt, vom Flüsschen Valeré, vom Ruisseau du Mouchet, vom zeitweise trockenfallenden Ruisseau du Grand Vernay, vom Ruisseau des Sarrets, vom Flüsschen Frison, vom Ruisseau du Sautinet und verschiedenen kleineren Bächen.
Das Bodenrelief zeigt eine durchweg hügelige Land, westlich, nördlich und östlich des Furand-Tals mit höheren Erhebungen, im Norden bis 625 m Höhe. Das Ortszentrum liegt auf etwa 490 m Höhe.
Umgeben wird Dionay von den fünf Nachbargemeinden und dem Ortsteil Saint-Antoine-l’Abbaye:
|                     | Roybon                                      |                  |
| Valherbasse (Drôme) | Kompassrose, die auf Nachbargemeinden zeigt | Bessins          |
| Montmiral (Drôme)   | Saint-Antoine-l’Abbaye (Ortsteil)           | Saint-Appolinard |

## Bevölkerungsentwicklung
| Dionay: Einwohnerzahlen von 1793 bis 2020                                                                                  | Dionay: Einwohnerzahlen von 1793 bis 2020 | Dionay: Einwohnerzahlen von 1793 bis 2020 | Dionay: Einwohnerzahlen von 1793 bis 2020 | Dionay: Einwohnerzahlen von 1793 bis 2020 |
| --- | ----------------------------------------- | ----------------------------------------- | ----------------------------------------- | ----------------------------------------- |
| Jahr |                                           |                                           |                                           | Einwohner                                 |
| 1793 | 1793                                      |                                           | 424                                       | 424                                       |
| 1800 | 1800                                      |                                           | 414                                       | 414                                       |
| 1806 | 1806                                      |                                           | 444                                       | 444                                       |
| 1821 | 1821                                      |                                           | 495                                       | 495                                       |
| 1831 | 1831                                      |                                           | 450                                       | 450                                       |
| 1836 | 1836                                      |                                           | 489                                       | 489                                       |
| 1841 | 1841                                      |                                           | 492                                       | 492                                       |
| 1846 | 1846                                      |                                           | 477                                       | 477                                       |
| 1851 | 1851                                      |                                           | 519                                       | 519                                       |
| 1856 | 1856                                      |                                           | 475                                       | 475                                       |
| 1861 | 1861                                      |                                           | 483                                       | 483                                       |
| 1866 | 1866                                      |                                           | 450                                       | 450                                       |
| 1872 | 1872                                      |                                           | 409                                       | 409                                       |
| 1876 | 1876                                      |                                           | 412                                       | 412                                       |
| 1881 | 1881                                      |                                           | 360                                       | 360                                       |
| 1886 | 1886                                      |                                           | 369                                       | 369                                       |
| 1891 | 1891                                      |                                           | 369                                       | 369                                       |
| 1896 | 1896                                      |                                           | 355                                       | 355                                       |
| 1901 | 1901                                      |                                           | 468                                       | 468                                       |
| 1906 | 1906                                      |                                           | 358                                       | 358                                       |
| 1911 | 1911                                      |                                           | 322                                       | 322                                       |
| 1921 | 1921                                      |                                           | 239                                       | 239                                       |
| 1926 | 1926                                      |                                           | 256                                       | 256                                       |
| 1931 | 1931                                      |                                           | 235                                       | 235                                       |
| 1936 | 1936                                      |                                           | 236                                       | 236                                       |
| 1946 | 1946                                      |                                           | 221                                       | 221                                       |
| 1954 | 1954                                      |                                           | 193                                       | 193                                       |
| 1962 | 1962                                      |                                           | 180                                       | 180                                       |
| 1968 | 1968                                      |                                           | 147                                       | 147                                       |
| 1975 | 1975                                      |                                           | 128                                       | 128                                       |
| 1982 | 1982                                      |                                           | 124                                       | 124                                       |
| 1990 | 1990                                      |                                           | 103                                       | 103                                       |
| 1999 | 1999                                      |                                           | 107                                       | 107                                       |
| 2006 | 2006                                      |                                           | 131                                       | 131                                       |
| 2013 | 2013                                      |                                           | 119                                       | 119                                       |
| 2020 | 2020                                      |                                           | 119                                       | 119                                       |
| Quelle(n): EHESS/Cassini bis 1999, INSEE ab 2006 Anmerkung(en): Ab 1962 offizielle Zahlen ohne Einwohner mit Zweitwohnsitz |                                           |                                           |                                           |                                           |

## Sehenswürdigkeiten
- Gotische Kirche Saint-Julien
- Friedhofskapelle in Saint-Jean-de-Fromental aus dem 12. Jahrhundert, seit 1910 als Monument historique eingeschrieben
- Reste einer Turmhügelburg

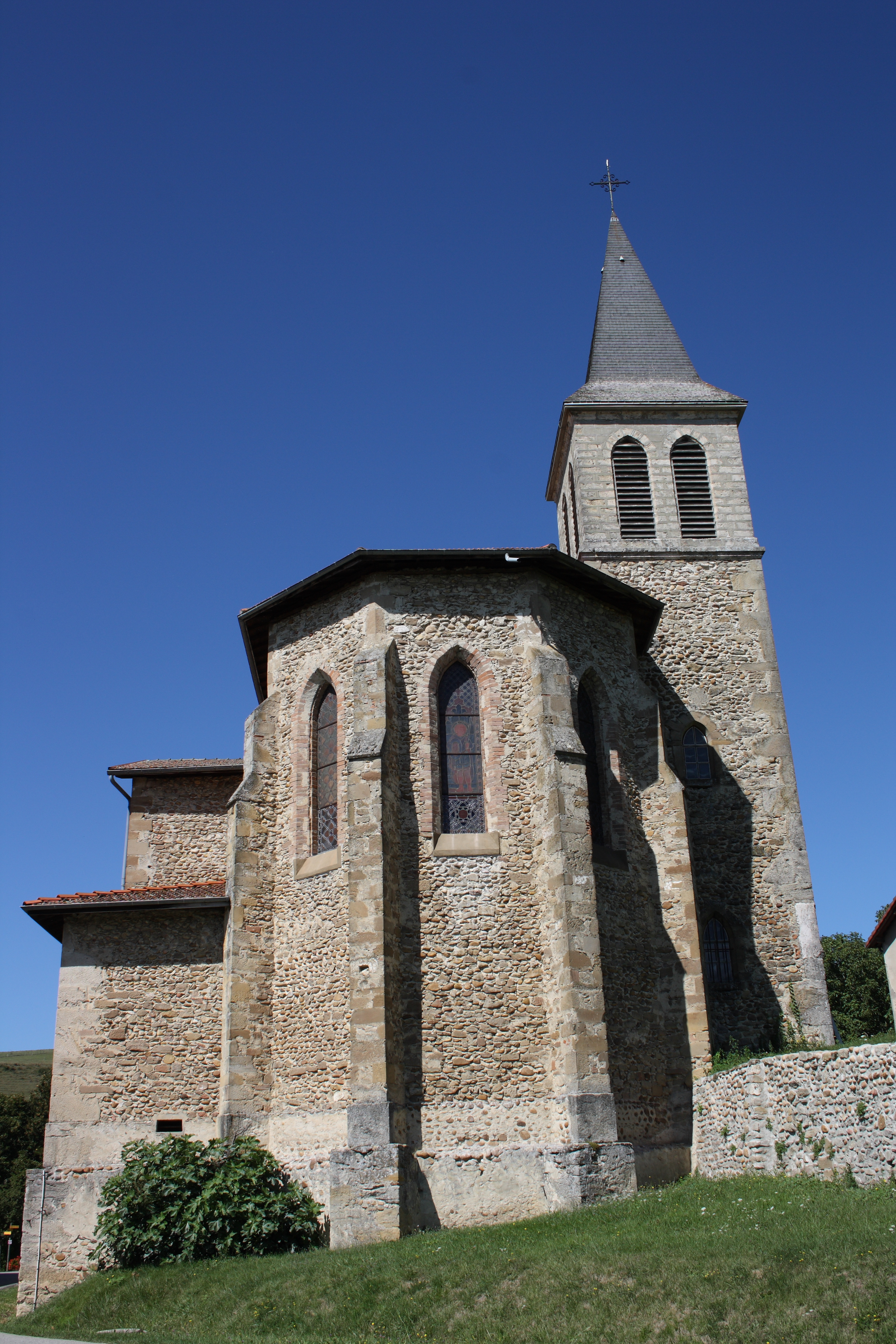
Kirche Saint-Julien
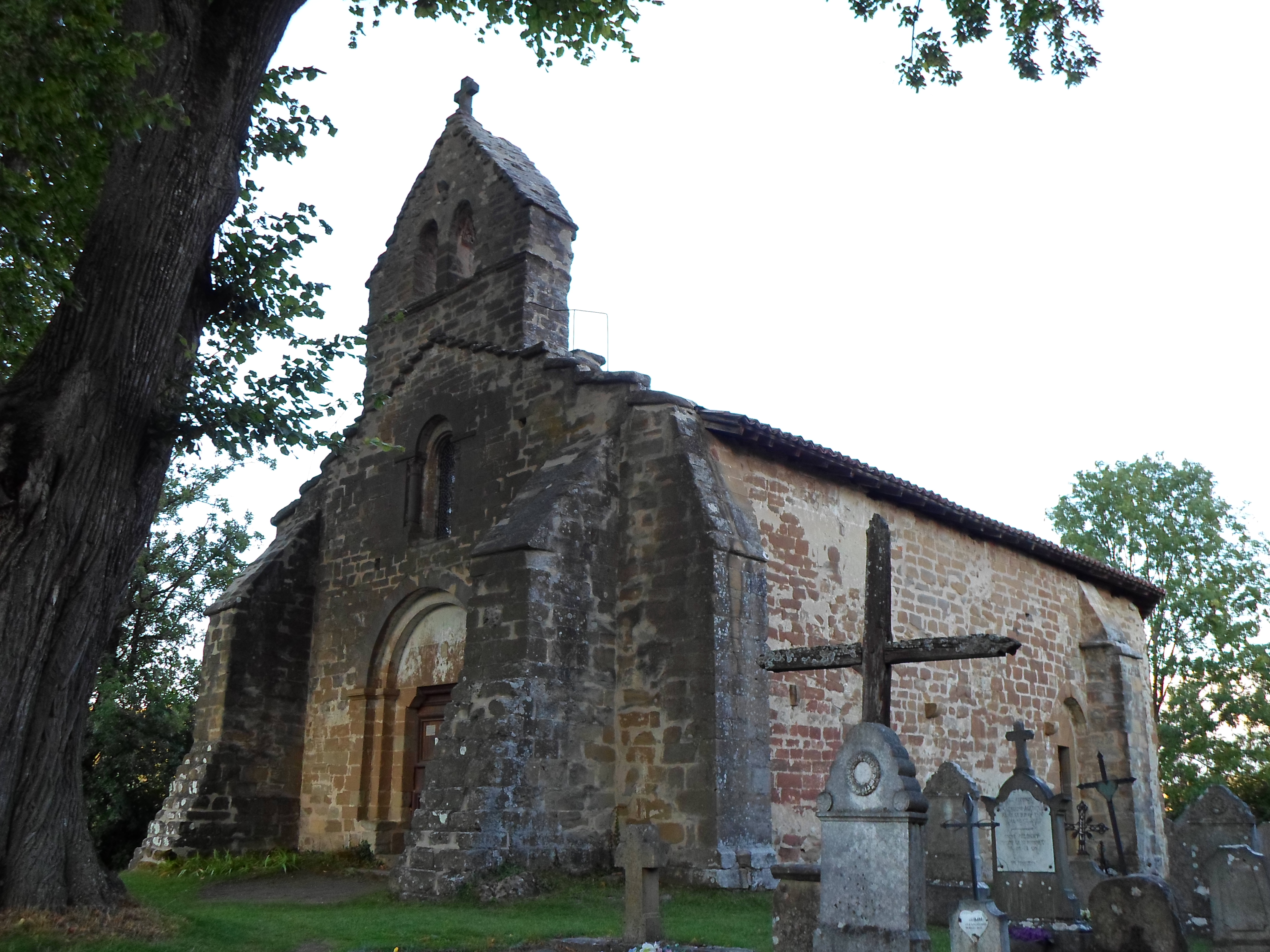
Friedhofskapelle

## Partnerschaften
Seit 2007 besteht eine Partnerschaft mit der italienischen Gemeinde Sermoneta in der Provinz Latina in der Region Latium.